# Broussailles xérophiles de la Chaîne centrale
Localisation
Les broussailles xérophile de la Chaîne centrale forment une écorégion définie par le fonds mondial pour la Nature (WWF) qui couvre une zone de près de 290 000 km2 entre l'Australie-Occidentale, l'Australie-Méridionale et le Territoire du Nord. Elle appartient à l'écozone australasienne et au biome des déserts et terres arbustives xériques.